# Aeroporto di Krabi
L'aeroporto di Krabi (in thailandese ท่าอากาศยานนานาชาติกระบี่; IATA: KBV, ICAO: VTSG) è un aeroporto civile thailandese definito come nazionale dalle autorità aeronautiche thailandesi, situato a 10 km a est-nord-est della città di Krabi, lungo la strada statale 4 (Route 4), nella provincia di Krabi a circa 700 chilometri a sud della capitale Bangkok.
La struttura è dotata di una pista in asfalto lunga 3000 m, l'altitudine è di 25 m, l'orientamento delle piste RWY 14-32.
L'aeroporto è gestito dal Governo della Thailandia ed è aperto al traffico commerciale dall'alba al tramonto.

## Descrizione
L'aeroporto di Krabi è una moderna struttura situata a 10 chilometri dal centro del capoluogo della provincia di Krabi nell'estremo sud della Thailandia e funge da snodo turistico per i numerosi resort di Had Yao, Ao Nang, Rai Leh e Koh Lanta, importanti centri di attrazione turistica del Paese.
La costruzione della nuova struttura è avvenuta fra il 2003 e il 2005 con un costo dell'opera di 743 milioni di baht (circa 17 milioni di Euro); il terminal di quattro piani può accogliere fino a 600 passeggeri in arrivo e altrettanti in partenza.
L'aeroporto di Krabi è servito quotidianamente con collegamenti per Bangkok da Thai Airways e Nok Air, per Bangkok e Kuala Lumpur, Malaysia, da Air Asia e per Singapore e Darwin, (Australia) da Tiger Airways.

## Statistiche
Questo grafico non è disponibile a causa di un problema tecnico.
Si prega di non rimuoverlo.
Vedi la query Wikidata di origine.

## Galleria d'immagini

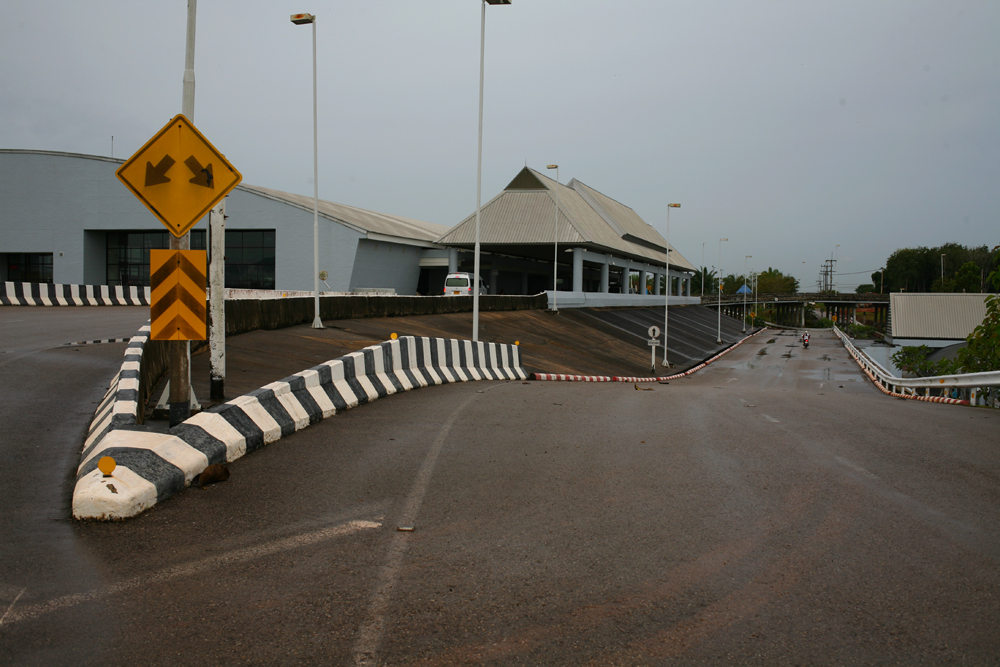
Area dei voli nazionali
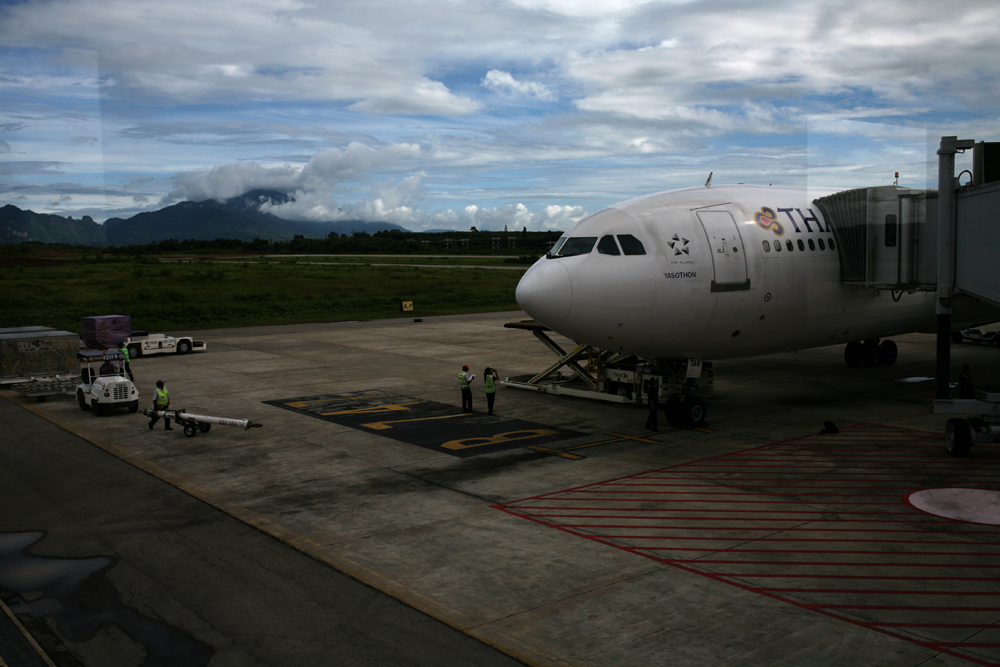
Operazioni di sbarco di un Airbus di Thai Airways
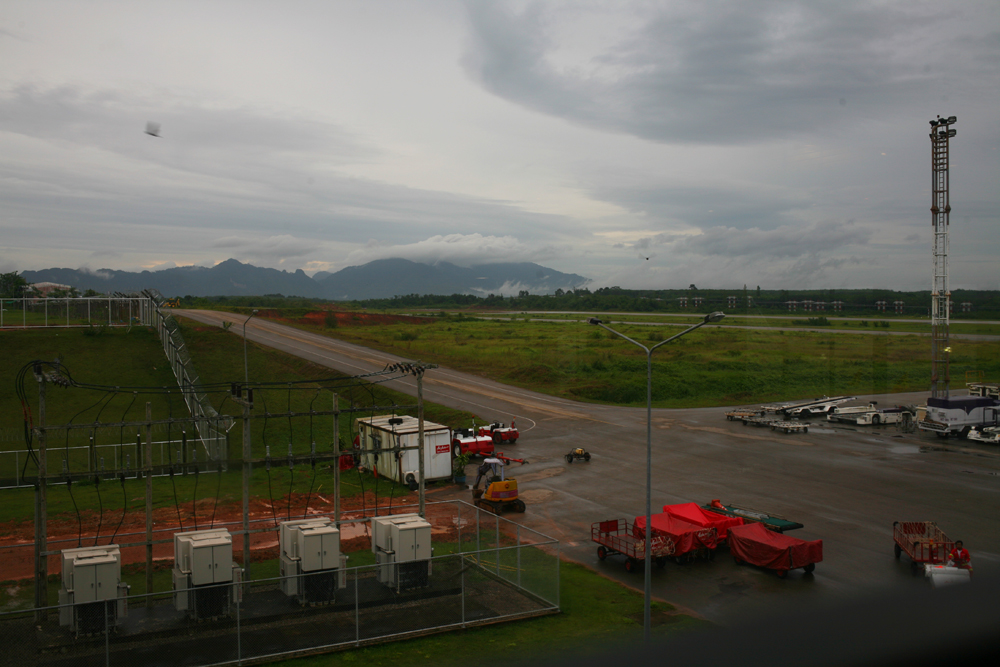
Area della pista
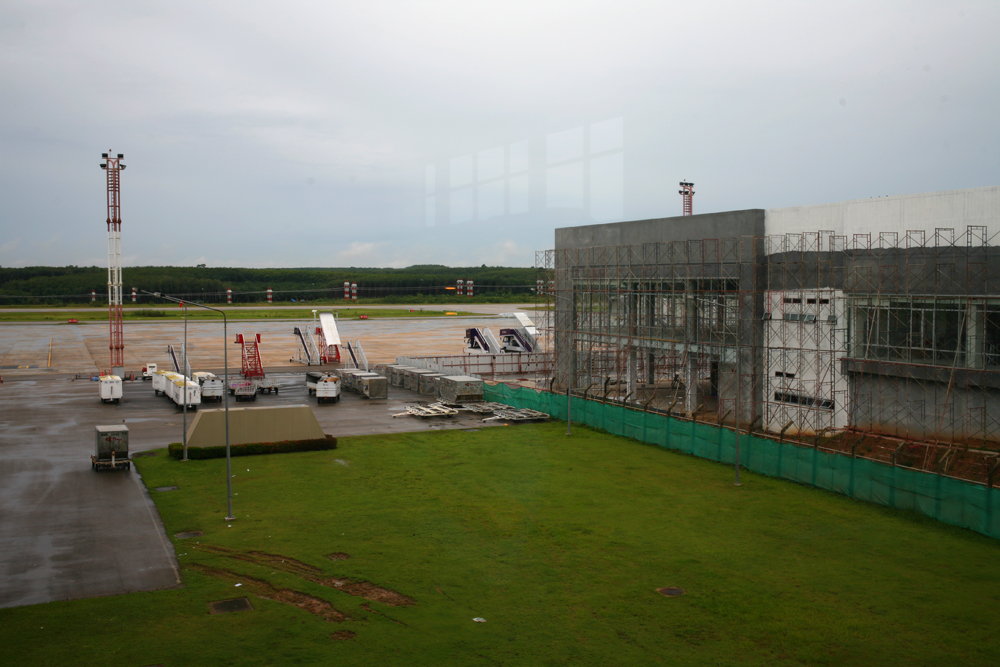
Nuove costruzioni